# Heaven and Hull
Heaven and Hull je třetí studiové album anglického kytaristy Micka Ronsona. Vydáno bylo v květnu roku 1994 Epic Records, přibližně rok po Ronsonově smrti. Nachází se na něm jak autorské písně, tak i coververze, například „Like a Rolling Stone“ od Boba Dylana (zpíval v ní David Bowie). Poslední písní na albu je „All The Young Dudes“, což je živá nahrávka, která pochází z Koncertu k poctě Freddiemu Mercurymu. Na přední straně obalu byla použita fotografie Micka Ronsona. Na zadní se nachází most Verrazano-Narrows Bridge. Pracovní název alba byl To Hull and Back. Název alba odkazuje k Ronsonovu rodnému městu Hull.

## Seznam skladeb
1. Don't Look Downa5:52
2. Like a Rolling Stone – 4:21
3. When the World Falls Down – 4:23
4. Trouble with Me – 4:43
5. Life's a River – 5:21
6. You and Me – 3:10
7. Colour Me – 4:58
8. Take a Long Line – 3:05
9. Midnight Love – 3:22
10. All The Young Dudes – 3:47

## Obsazení
- Mick Ronson - kytara, zpěv
- Sham Morris - kytara, klávesy, baskytara, zpěv
- Peter Noone - baskytara
- Rene Wurst - baskytara
- Peter Kinski - baskytara
- John Webster - klávesy
- Martin Chambers - bicí
- Mick Curry - bicí
- Martin Barker - bicí
- Ian Hunter - zpěv v „Take a Long Line“ a „All the Young Dudes“
- Chrissie Hynde - zpěv v „Trouble with Me“
- Brian May - kytara v „All the Young Dudes“
- John Deacon - baskytara v „All the Young Dudes“
- Roger Taylor - bicí v „All the Young Dudes“
- David Bowie - zpěv a altsaxofon v „All the Young Dudes“
- Joe Elliott - zpěv v „Take a Long Line“, „Don't Look Down“ a „All the Young Dudes“
- Phil Collen - zpěv v „All the Young Dudes“
- John Mellencamp - zpěv v „Life's a River“